# Toki Tori 2
Toki Tori 2 är ett pussel-plattformsspel som utvecklats av den nederländska spelutvecklaren Two Tribes. Det är uppföljaren till Toki Tori från 2001. Spelet tillkännagavs ursprungligen i december 2011 med en avsedd release våren 2012 på Steam och iOS-enheter (och blev senare annonserat som ett Wii U-spel), men spelet drogs tillbaka på grund av längre än förväntade utvecklingstider. Spelet släpptes 4 april 2013 till Wii U och 11 juli 2013 på Steam till Windows och Mac OS X.
Den 12 september 2013 släpptes en uppdaterad version, kallad Toki Tori 2+, till Wii U, med ny musik och nya pussel. Toki Tori 2 + gjorde sin Linux debut med Humble Bundle X, lanserad den 3 januari 2014. Spelet släpptes senare i Japan och publicerades av Rainy Frog den 3 september 2014. Toki Tori 2+ släpptes till Nintendo Switch 23 februari 2018.